# Плаошник
Плаошник (мак. Плаошник) або скорочено Плаош (мак. Плаош) — історичний центр стародавнього міста Охрид, нині місце археологічних розкопок, великий духовний, культурний і туристичний центр. Знаходиться на східному узбережжі Охридського озера на відстані 250 метрів від Самуїлової твердині.

## Історія
Ще в 893 році на цьому місці був побудований храм святого Климента Охридського, і ця будівля була однією з найдавніших на території міста. Храм став найбільшим культурним і освітнім центром регіону. При ньому працювала знаменита Охридська книжкова школа, в якій для викладання використовувався новостворений слов'янський алфавіт — кирилиця. Школа мала значний вплив на формування слов'янської писемності і літератури, через неї пройшли декілька тисяч учнів. Святий Климент похований недалеко від храму в побудованій власними руками гробниці. Проте, за часів правління Османської імперії будівлі неодноразово грабувалися і руйнувалися, багато реліквій і культурних цінностей виявилися загубленими, храм Климента Охридського був повністю знищений, а на його фундаменті з'явилася мечеть, відому як мечеть Імарет, від якої залишився лише невеличкий корпус. Мечеть була побудована як меморіал Сінана Челебі, члена шанованої турецької родини.

## Реставраційні роботи
Відродження храмового комплексу почалося лише в грудні 2000 року — для цього був розроблений масштабний проект, реалізацією якого займалися кілька сотень кваліфікованих фахівців з усієї країни. За наявними стародавніми кресленнями до серпня 2002 року ним вдалося відновити церкву в своєму первісному вигляді, аж до інтер'єрів. Новий храм назвали на честь Святого Пантелеймона, згодом сюди повернули деякі найцінніші реліквії, зокрема тут зберігається мармуровий саркофаг з мощами святого Климента, живопис XI—XII і XIII—XIV століть, фрагменти старої підлоги того періоду. Примітно, що архітекторами в церкви влаштована скляна підлога, через який відвідувачі мають змогу спостерігати руїни розташованого нижче більш давнього храму.
Згодом була відновлена і Охридська книжкова школа, нова будівля отримала назву Слов'янського університету. Університет включає велику бібліотеку, призначену для зберігання старовинних рукописів і книжок, а також галерею з понад 800 ікон. В ході археологічних розкопок дослідниками було виявлено фундаменти базиліки, купелі, мозаїчні підлоги V—VI століть з візерунками, орнаментами, зображеннями людей і тварин. В майбутньому керівництво планує продовжувати реставрацію Плаошника і по можливості довести всі його об'єкти до стану повного відновлення.
10 жовтня 2007 року скарб в розмірі близько 2383 венеціанських монет був виявлений археологами під час розкопок в монастирі. Відомий археолог Північної Македонії, Пасько Кузман, заявив, що монети мають особливе значення, оскільки вони вказують, що Охрид і Венеція були комерційно пов'язані між собою.

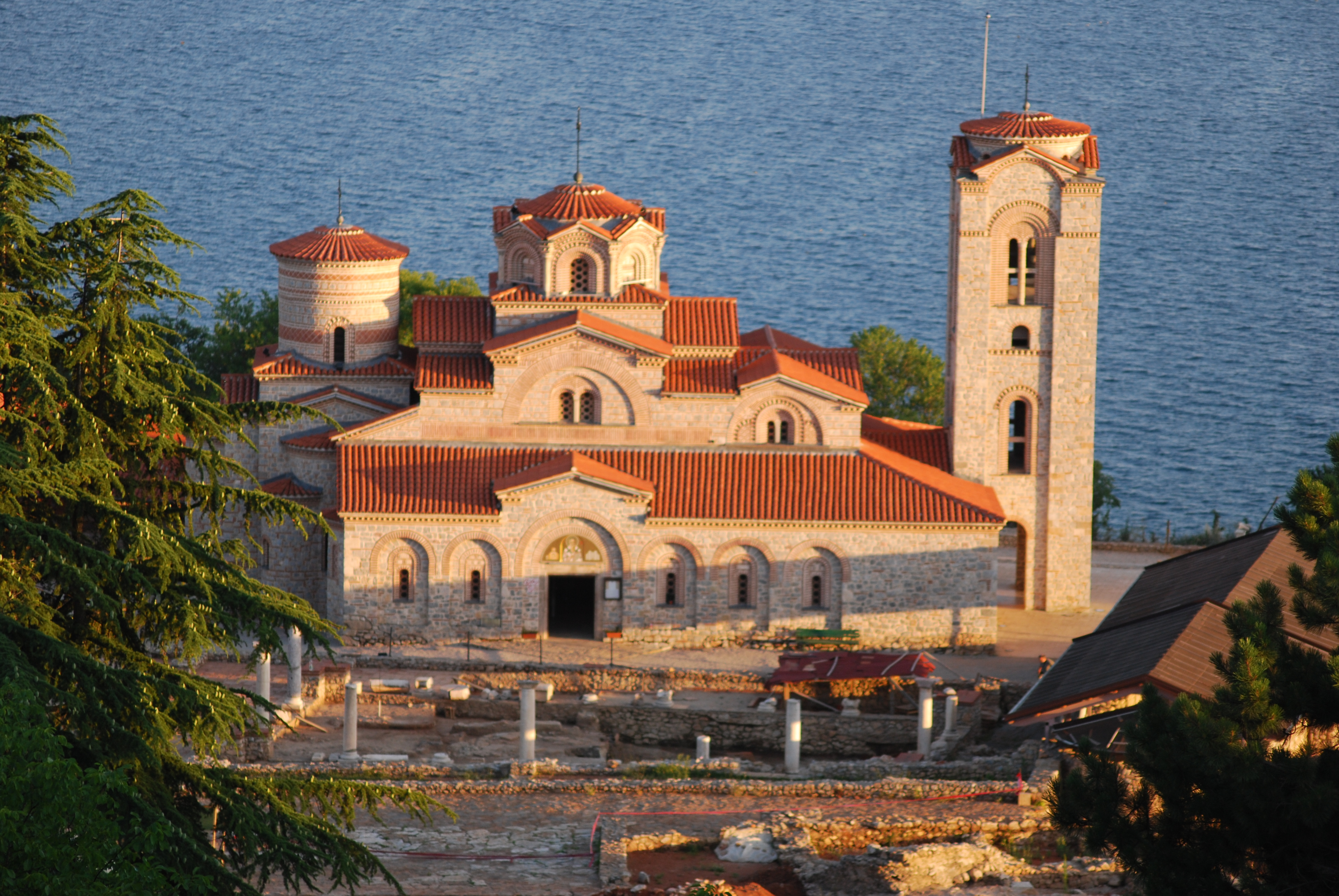
Церква Святого Пантелеймона
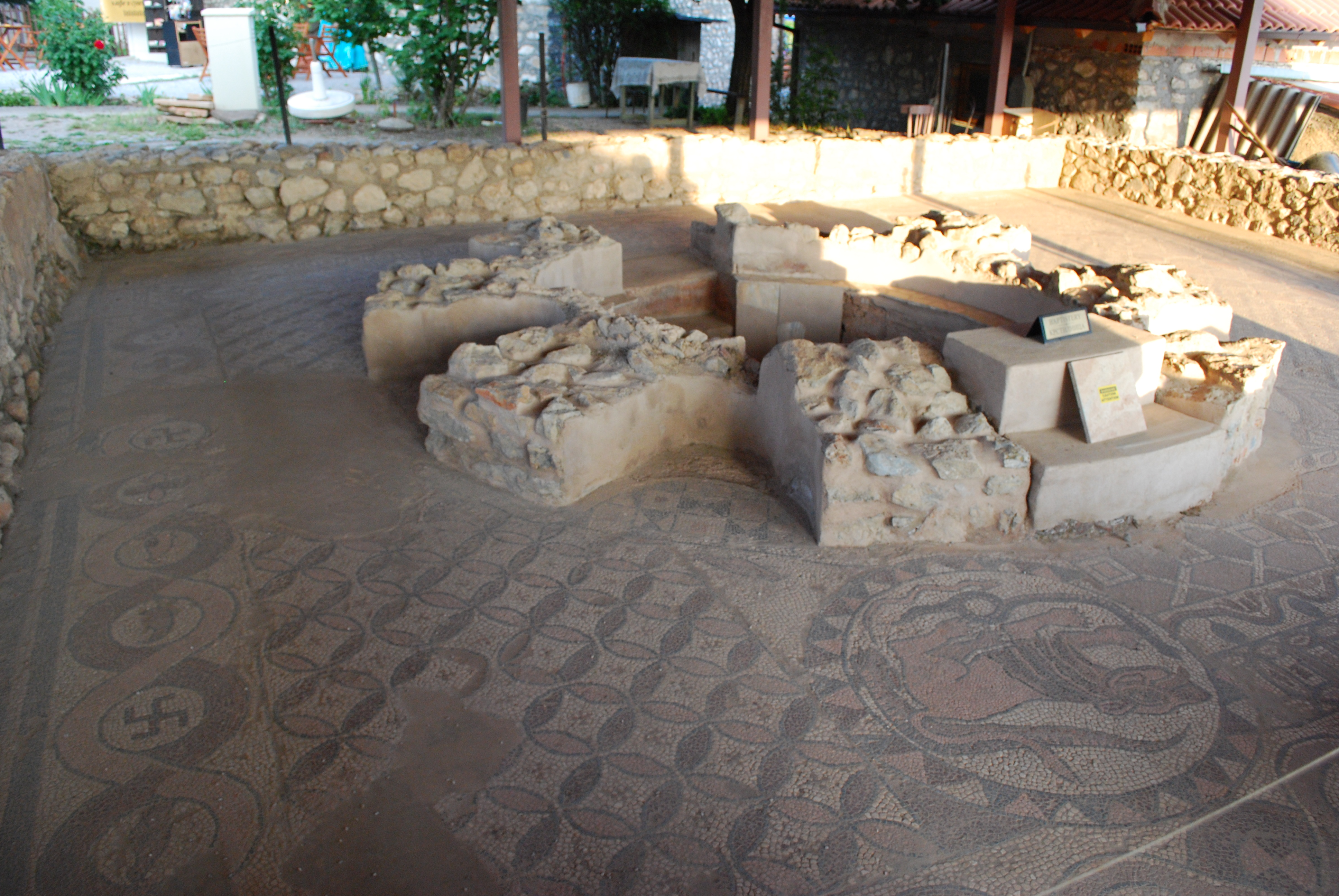
Залишки купелі
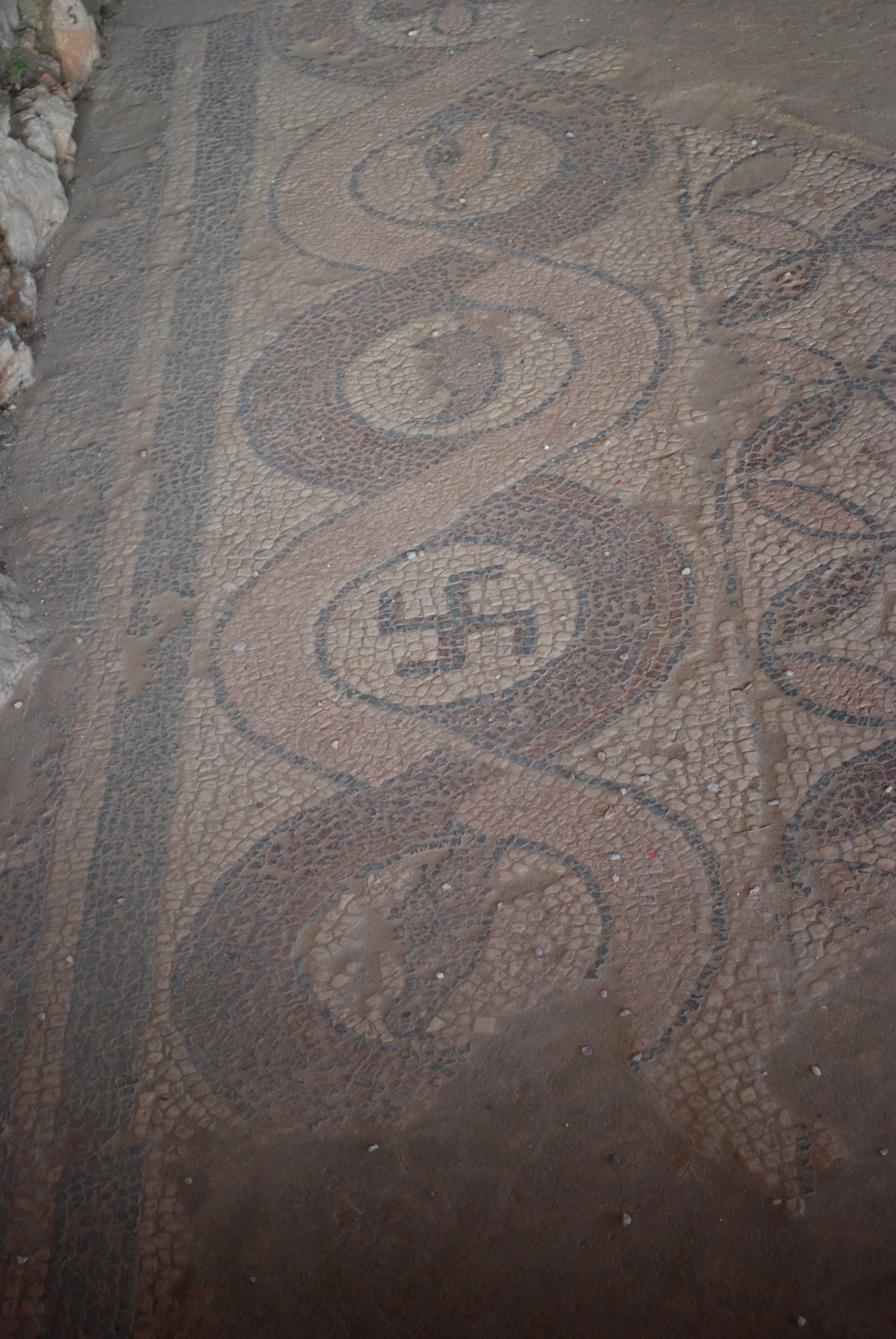
Мозаіка зі свастикою